# 1457 Ankara
1457 Ankara è un asteroide della fascia principale. Scoperto nel 1937, presenta un'orbita caratterizzata da un semiasse maggiore pari a 2,6984150 au e da un'eccentricità di 0,1549079, inclinata di 6,09051° rispetto all'eclittica.
L'asteroide è dedicato all'omonima città, capitale della Turchia.